# ناحیه بولا, بنگلادش
ناحیه بولا (ভোলা) یک ناحیه در بنگلادش است که در استان باریسال واقع شده‌است.

## خصوصیات
ناحیه بولا ۳٬۷۳۷٫۲۱ کیلومترمربع مساحت و ۱٬۷۷۶٬۷۹۵ نفر جمعیت دارد.